# Puniërs

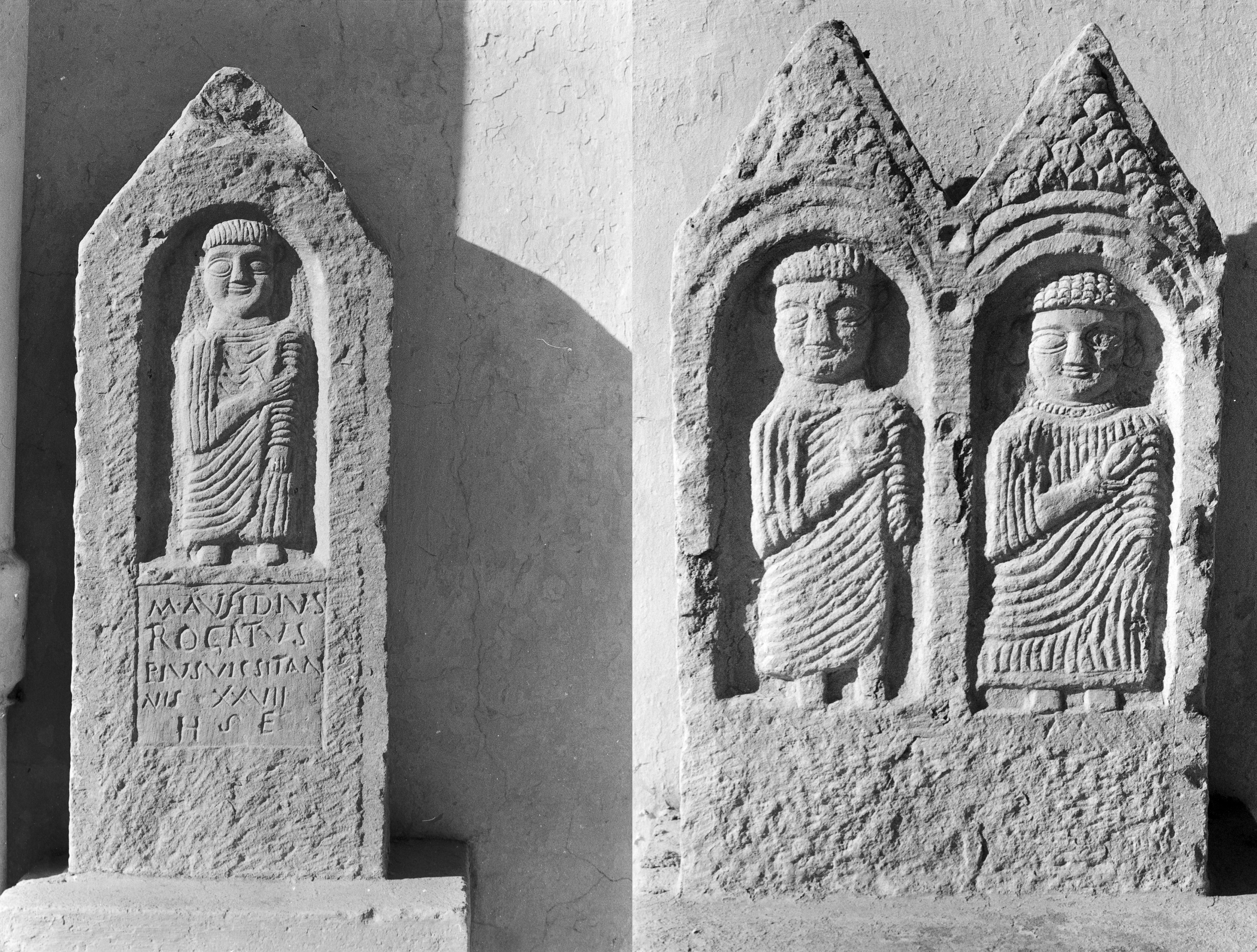
Afbeeldingen van Puniërs in stenen in Tunesië.

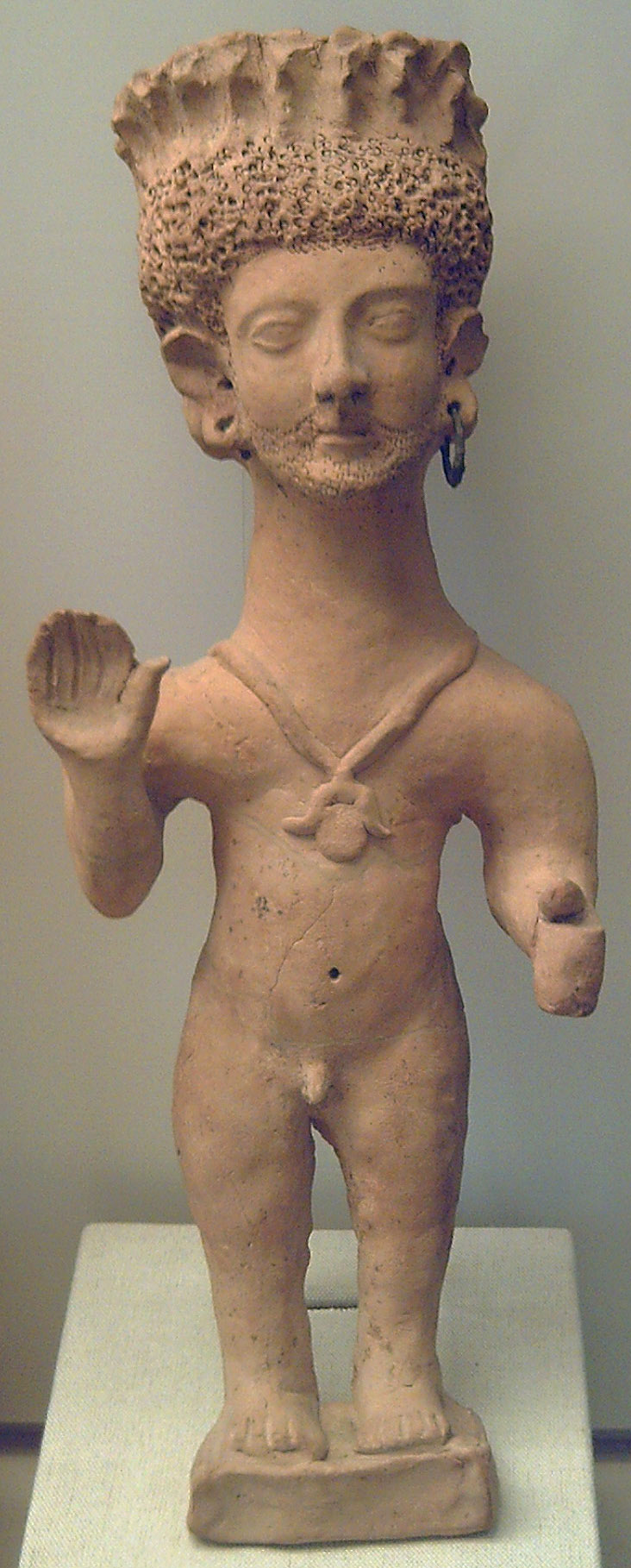
Stenen terracota man van Ibiza, stammend uit de Punische tijd.

Puniër is de naam, die door de Romeinen aan de bewoners van Carthago en van de westelijke kusten van de Middellandse Zee, is gegeven. 
Het is opmerkelijk dat de Romeinen onderscheid maakten tussen de drie namen Phoenices (=Feniciërs), Punicus (Puniers), en Afri (meervoud van Afer) (=Afrikaan) .
Dido, uit het verhaal van Aeneas, kwam uit Fenicie en stichtte Carthago (daarvan ook de oorlogen (Dido vervloekte Aeneas, en daarmee Rome, dat ze in oorlog zouden komen)).
De deskundigen verklaren dat door ernaar te verwijzen dat de eerste Feniciërs zich aan de Noord-Afrikaanse kusten met Berbers hebben vermengd, dankzij de tolerantie tussen de beide groepen in de loop van de eeuwen. In de latere oudheid werd de term 'Libyphoenices' ook gebruikt om de Puniërs te beschrijven. Het woord is een samenvoeging van de Lybico-Berberse en de Fenicische volkeren.
Na de integratie van de beide groepen in één cultuur ontstond wat men de Punische cultuur noemt, die als Berbers-Fenicische cultuur geïdentificeerd wordt. Ook ontstond de Punische taal, die uit Berberse en Fenicische woorden bestaat.
Hiernaast speelden de Berbers naast de Feniciërs ook een belangrijk rol in Carthago, en de historici vertelden erover dat de meeste priesters en de tempeldienaren Berbers waren. Ook bestond het leger van Carthago uit een Berberse meerderheid.
De eerste historici hielden hier niet veel rekening mee, omdat de Punische geschriften in het Fenicische schrift geschreven waren. Zodoende speelde het Berbers geen rol in hun onderzoeken, en daarom zijn er nu een aantal namen die moeilijk te interpreteren zijn, zoals de naam Tanit (of Tinnit). Dit is de naam van de Berberse godin, waarvan gedacht wordt dat zij een Fenicische godin is. Dat bewijst ook dat de Puniërs de Berberse goden aanbaden naast vermengde goden, zoals: Baäl-Amon. Deze laatste is een mix van de Egyptische-Berberse Amon en de Fenicische god Baäl.
De Feniciërs kwamen aanvankelijk als vluchtelingen naar Noord-Afrika, dat toen door de Berbers  bewoond werd. Hoewel een paar bronnen hen als kolonisten beschouwen, lijkt dat niet juist te zijn. Ze werden door de Berberse koning Iarbas ontvangen, en vreemd genoeg wordt de vriendelijkheid van Iarbas verklaard door een glimlach van de Fenicische prinses Dido. De Berbers hadden behoefte aan de handel, en lieten hen aan de kusten vestigen om de handel voor de Berbers te vergemakkelijken. De Feniciërs voerden later oorlog met de Grieken, maar ze werden met gemak in verschillende veldslagen verslagen, vooral in de slag van Himera in 480 v.Chr., en dat liet de Feniciërs -in het kader van wat historici noemen: De revolutie van Carthago tegen zichzelf- hun strategie revolutionair veranderen, en zo streefden ze de samenwerking van de Berbers of hun neven -zoals de byzantijnse historicus Procopius hen noemde- na. Vervolgens verspreidden ze de agrarische landen naar de Berberse landen, en veranderden hun koninklijke regime in een democratisch regime, en zorgden ervoor hun godsdienst gemeenschappelijk te maken, en lieten de Berbers in het leger toe. Zo konden de Puniërs voor een lange periode een tegenwicht vormen tegen de Romeinen en de Grieken.

## Bekende Puniërs
- Hannibal
- Hamilcar Barkas
- Hanno de Grote
- Hanno, Zeevaarder
- Hasdrubal Barkas
- Hasdrubal
- Mago